# میلاد انتظار
میلاد انتظار (دری: میلاد انتظار؛ زادهٔ ۴ نوامبر ۱۹۹۲) بازیکن فوتبال پست هافبک اهل افغانستان است.
از باشگاه‌هایی که در آن بازی کرده‌است می‌توان به باشگاه فوتبال ان‌ئی‌سی نایمخن اشاره کرد.
وی همچنین در تیم ملی فوتبال افغانستان بازی کرده‌است.